# Reinette Bergamote

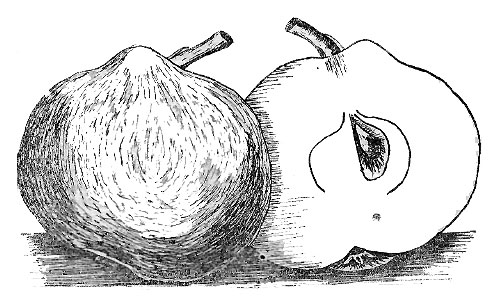
Fruits de la Reinette-Bergamote de la première fructification. (Dessin de I. Mitchourine - 1893)

La Reinette Bergamote est une variété de pomme créée en 1893 par Ivan Mitchourine.
Elle est le fruit du greffage d'un plant de semis de graines de pommier « Antonovka six-cents grammes » greffé en écusson sur un poirier sauvage très vigoureux de trois ans. Trois ans plus tard, le porte-greffe est tombé gravement malade et le rameau greffé de la nouvelle variété fut marcotté pour être sauvé.
En 1898, le jeune arbrisseau a porté les premiers fruits (dans la 5e année à dater de la germination de la graine). La première fructification a donc été prodigieusement précoce. « Je suppose qu'elle est due au fait que la jeune variété a subi les perturbations d'un greffage inapproprié — d'un enracinement à un âge assez adulte et d'une coupe abondante lors de la formation de la tige. Ce fait doit attirer l'attention des spécialistes... La modification apparaît particulièrement dans les fruits qui, à leur première récolte de 1898, avaient l'aspect et la forme d'une poire (voir croquis ci-contre). La forme d'ensemble du fruit et sa coloration rappelaient bien plus celles du poirier que celles du pommier. La coloration était d'un jaune d'ocre vif frotté de vermillon du côté du soleil. La chair épaisse, croquante, d'une saveur douce et piquante, légèrement acidulée. Les fruits se sont conservés jusqu'au mois d'avril. Les pépins des premiers fruits étaient arrondis et gros, mais ne germaient pas. Les années suivantes, les fruits s'étaient quelque peu modifiés, se rapprochant de la forme habituelle des pommes. »

## Culture
L'arbre à feuilles larges est de croissance vigoureuse et a un rendement assez abondant ; les fruits tiennent bien à l'arbre et tombent rarement.
Cet hybride a été multiplié par voie végétative pendant plus de cinquante ans sans que les caractères provenant du premier porte-greffe poire se soient perdus.